# Região Geográfica Imediata de São José do Rio Pardo-Mococa
A Região Geográfica Imediata de São José do Rio Pardo-Mococa é uma das 53 regiões imediatas do estado brasileiro de São Paulo, uma das onze regiões imediatas que compõem a Região Geográfica Intermediária de Campinas e uma das 509 regiões imediatas no Brasil, criadas pelo IBGE em 2017.
É composta por sete municípios, tendo uma população estimada pelo IBGE para 1.º de julho de 2017, de 187 369 habitantes e uma área total de 2 580,091 km².

## Municípios
Fonte: IBGE – Cidades
| Município              | População Estimada (2017) | Área (km²) |
| ---------------------- | ------------------------- | ---------- |
| Caconde                | 19 025                    | 468,215    |
| Divinolândia           | 11 384                    | 223,749    |
| Itobi                  | 7 853                     | 138,986    |
| Mococa                 | 68 994                    | 855,156    |
| São José do Rio Pardo  | 54 734                    | 419,684    |
| São Sebastião da Grama | 12 317                    | 252,410    |
| Tapiratiba             | 13 062                    | 221,891    |
| Total                  | 187 369                   | 2 580,091  |